# Cantón de Burdeos-6
El cantón de Burdeos-6 era una división administrativa francesa, que estaba situada en el departamento de Gironda y la región de Aquitania.

## Composición
El cantón estaba formado por una fracción de la comuna que le daba su nombre:
- Burdeos (fracción)

## Supresión del cantón de Burdeos-6
En aplicación del Decreto nº 2014-192 de 20 de febrero de 2014, el cantón de Burdeos-6 fue suprimido el 22 de marzo de 2015 y su fracción de comuna pasó a formar parte del nuevo cantón de Burdeos-5.